# Bella Esperanza
Bella Esperanza är en ort i Mexiko.   Den ligger i kommunen Coatepec och delstaten Veracruz, i den sydöstra delen av landet, 240 km öster om huvudstaden Mexico City. Bella Esperanza ligger 1 011 meter över havet och antalet invånare är 1 618.
Terrängen runt Bella Esperanza är kuperad. Runt Bella Esperanza är det tätbefolkat, med 331 invånare per kvadratkilometer. Närmaste större samhälle är Xalapa, 12,0 km norr om Bella Esperanza. I omgivningarna runt Bella Esperanza växer huvudsakligen savannskog.